# WHUS
Koordinaten: 41° 48′ 50″ N, 72° 15′ 36″ W
WHUS (UConn`s Sound Alternative) ist die älteste Radiostation des US-Bundesstaates Connecticut. Das College-Radio ging 1922 in Storrs auf Sendung. Der Sender gehört zur University of Connecticut und sendet auf UKW 91.7 MHz mit 4,4 kW für Connecticut, Südmassachusetts und das westliche Rhode Island. 
WHUS betreibt einen zweiten Kanal namens WHUS2, der als Internet Radio Stream seit 2014 produziert wird. 

## Geschichte und Programm
Der Sender ging 1923 als WCAC auf Sendung. 2014 eröffnete WHUS ein Multimedia-Studio, in dem Studenten Audio- und Videoproduktionen und Mastering lernen können.
WHUS produziert über 100 Musikshows. Die Musikredaktion legt ihren Fokus auf unbekannte Genres. Daneben werden Nachrichten und Talkformate gesendet, die sich u. a. mit Themen auf dem Campus beschäftigen.